# Impiccagione all'alba
Impiccagione all'alba (The Hired Gun) è un film del 1957 diretto da Ray Nazarro.
È un film western statunitense con Rory Calhoun, Anne Francis e Vince Edwards.

## Produzione
Il film, diretto da Ray Nazarro su una sceneggiatura di Buckley Angell e David Lang con il soggetto di Angell, fu prodotto da Rory Calhoun e Victor M. Orsatti per la Rorvic Productions (anche "Calhoun-Orsatti Enterprises", società di produzione di Calhoun e Orsatti) e girato a Lone Pine, California.

## Distribuzione
Il film fu distribuito con il titolo The Hired Gun negli Stati Uniti dal 20 settembre 1957 al cinema dalla Metro-Goldwyn-Mayer.
Altre distribuzioni:
- in Svezia il 18 agosto 1958 (Med revolver i hand)
- in Francia il 29 ottobre 1958 (La veuve et le tueur)
- in Germania Ovest il 5 dicembre 1958 (Flucht vor dem Galgen)
- in Austria nel gennaio del 1959 (Flucht vor dem Galgen)
- in Belgio il 27 febbraio 1959 (La veuve et le tueur)
- in Finlandia il 29 maggio 1959 (Hirttonuora odottaa)
- in Grecia (Monos enantion olon)
- in Italia (Impiccagione all'alba)

## Promozione
Le tagline sono:
- "He Had To Be Fast To Stay Alive! ".
- "He Fell In Love With His Prisoner! ".
- "ONE GUN AGAINST THREE!".